# Berlin Sonnenallee (przystanek kolejowy)
Berlin Sonnenallee (niem: Bahnhof Berlin Sonnenallee) – przystanek kolejowy w Berlinie, w Niemczech. Znajduje się w okręgu administracyjnym Neukölln, w dzielnicy Neukölln. Znajduje się na 16.7 km Ringbahn Berlin na południe od wiaduktu na Sonnenallee. W całej historii stacja S-Bahn maiał kilkukrotnie zmienianą nazwę.

## Opis
Budynek z 1912 został zbudowany na Saalestraße we wschodnim Neukölln. 160-metrowy peron był niemal całkowicie przykryty i miał wyjście po obu stronach Sonnenallee.
Stacja posiada windę i jest wyposażona w intalację pomocnicze dla niewidomych i niepełnosprawnych. Obiekt jest zarejestrowany jako zabytkowy budynek na Landesdenkmalamt Berlin.